# AmericanEast
Pour plus de détails, voir Fiche technique et Distribution.
AmericanEast est un drame américain réalisé par Hesham Issawi et sorti en 2008. Ce film présente une galerie de personnages arabo-américains vivant à Los Angeles après les attentats du 11 septembre 2001 et traite de la discrimination raciale et religieuse envers les personnes arabes de confession musulmane aux États-Unis.

## Synopsis
Mustafa (Sayed Badreya), un immigré égyptien, est propriétaire du Habibi's Cafe dans un quartier de Los Angeles fréquenté par de nombreuses personnes originaires du Moyen-Orient. Avec ses enfants et sa sœur Salwah (Sarah Shahi), il vit dans le respect des traditions musulmanes tout en aspirant au rêve américain. Mustafa souhaite ainsi ouvrir un restaurant avec Sam (Tony Shalhoub), un associé de confession juive, battant en brèche les préjugés raciaux et religieux. Mais un geste désespéré de son ami Omar (Kais Nashef) va venir bouleverser le destin de chacun d'entre eux.

## Fiche technique
- Titre original : AmericanEast
- Réalisation : Hesham Issawi
- Scénario : Sayed Badreya, Hesham Issawi et Brian Cox
- Musique : Tony Humecke
- Direction artistique : Amanda Rosbrook
- Décors : Julie Drach
- Costumes : Swinda Reichelt
- Photographie : Michael G. Wojciechowski
- Son : Jason Freedman et Harry E. Snodgrass
- Montage : Chris Wright
- Production : Brian Cox, Anant Singh et Ahmad Zahra, Jeff Kirshbaum (producteur exécutif), Mohannad Malas, Sudhir Pragjee, Tony Shalhoub et Sanjeev Singh (producteurs délégués)
- Sociétés de production : Distant Horizon et Zahra Pictures
- Sociétés de distribution : Metro-Goldwyn-Mayer
- Pays d’origine :  États-Unis
- Langue originale : anglais
- Format : couleur — 35 mm — son Dolby
- Genre : drame
- Durée : 110 minutes
- Dates de sortie :
  - Égypte : 29 novembre 2007 (Festival international du film du Caire)
  - Émirats arabes unis : 10 décembre 2007 (Festival international du film de Dubaï)
  - Grèce : 14 novembre 2008 (Festival international du film de Thessalonique)

## Distribution
- Sayed Badreya (VQ : Manuel Tadros) : Mustafa Marzoke
- Sarah Shahi (VQ : Camille Cyr-Desmarais) : Salwah Marzoke
- Kais Nashef (VQ : Frédéric Paquet) : Omar Nasser
- Tony Shalhoub (VQ : Mario Desmarais) : Sam
- Nasser Faris (crédité sous le nom d'Al Faris) : Sabir
- Tim Guinee (VQ : Philippe Martin) : Dr John Westerman
- Amanda Detmer : Kate
- Tony Plana (VQ : Jean-Luc Montminy) : Dez
- Ray Wise : L'agent Stevens
- Erick Avari (VQ : Jean-Marie Moncelet) : Fikry
- Alfre Woodard : Angela Jensen
- Anthony Azizi (VQ : Patrick Chouinard) : Murad
- Sam Golzari : David
- Tay Blessey (VQ : Stéfanie Dolan) : Leila Marzoke
- Richard Chagoury : Mohammed Marzoke
- Constance Zimmer (VQ : Marika Lhoumeau) : la réalisatrice